# Alfonso Negro
 (juin 2014).
Si vous disposez d'ouvrages ou d'articles de référence ou si vous connaissez des sites web de qualité traitant du thème abordé ici, merci de compléter l'article en donnant les références utiles à sa vérifiabilité et en les liant à la section « Notes et références ».
Pour les articles homonymes, voir Négro.
Alfonso Negro (né le 5 juillet 1915 à Brooklyn et mort le 7 novembre 1984 à Florence) est un footballeur professionnel et médecin italien.

## Biographie
En tant qu'attaquant et bien qu'étant né aux États-Unis de parents italiens, il est international italien lors d'un match, pendant lequel il marque un but.
Il honore sa seule sélection durant les JO 1936, à Berlin. Il joue le 10 août 1936 contre la Norvège, et inscrit un but à la 15e minute, pour une victoire italienne (2-1). Il est récompensé de la médaille d'or.
Il joue dans différents clubs (US Angri (it), US Catanzaro, ACF Fiorentina et SSC Naples), ne remportant aucun titre.
En 1940, il devient médecin et est intégré dans l'armée italienne en tant qu'officier-médecin en Grèce. Après la guerre, il est devenu un spécialiste en obstétrique et en gynécologie et est devenu un conférencier à Florence.

## Clubs
- 1930-1933 :  US Angri (it)
- 1933-1934 :  US Catanzaro
- 1935-1938 :  ACF Fiorentina
- 1938-1941 :  SSC Naples

## Palmarès
- Jeux olympiques

- - Médaille d'or en 1936